# Dead Cross
Dead Cross é um supergrupo de hardcore punk e heavy metal, formado no Sul da Califórnia. A banda consiste no guitarrista Mike Crain (Retox), o baixista Justin Pearson  (The Locust, Head Wound City e Retox), o baterista Dave Lombardo (Suicidal Tendencies, Misfits, Slayer e Fantômas) e o vocalista Mike Patton (Faith no More e Fantômas).

## História
Dead Cross foi constituída em 30 de novembro de 2015, Crain, Pearson, Lombardo e o vocalista Gabe Serbian. Eles fizeram a sua estreia ao vivo em dezembro.
Em 8 de Março de 2016, eles lançaram a canção "We'll Sleep When They're Dead". Em 2016, o Serbian deixou o grupo depois de gravar os vocais para a banda, no entanto, o grupo optou por não liberar o registro com Serbian nos vocais. Em dezembro, a banda anunciou que Patton seria o novo vocalista. Com a música de seu álbum de estreia já registrada, Patton gravou os vocais separadamente. No entanto Patton escreveu suas próprias letras para o álbum. A conclusão e masterização  do álbum, produzido por Ross Robinson, foi lançado em 4 de agosto de 2017. Ele vai ser emitido, conjuntamente, pela Ipecac Recordings de Mike Patton e pelo selo de Pearson, o Three One G. A banda lançou uma prévia da canção "Shillelagh", no dia de São Patrício em 2017.
Em 22 de Maio de 2017, Dead Cross anunciou sua primeira turnê, a iniciar em 10 de agosto. Eles também programaram tocar no Riot Fest, em Chicago, em setembro de 2017.

## Estilo Musical
Enquanto a banda se considera como hardcore punk, eles também têm sido rotulados pela mídia como o heavy metal e thrash metal.

## Membros
Atuais
- Michael Crain – guitarra (2015–presente)
- Justin Pearson – baixo (2015–presente)
- Dave Lombardo – bateria (2015–presente)
- Mike Patton – vocais (2016–presente)

Anterior
- Gabe Serbian – vocais (2015-2016)

## Discografia
Álbuns de estúdio
- Dead Cross (2017, IPC-193 Ipecac/Three One G)